# Astana Open 2022 - Qualificazioni singolare
Le qualificazioni del singolare dell'Astana Open 2022 sono state un torneo di tennis preliminare per accedere alla fase finale della manifestazione. I vincitori dell'ultimo turno sono entrati di diritto nel tabellone principale. In caso di ritiro di uno o più giocatori aventi diritto, sono subentrati i lucky loser, ossia i giocatori che hanno perso nell'ultimo turno e che avevano una classifica più alta rispetto agli altri partecipanti che avevano perso nel turno finale.

## Teste di serie
1. David Goffin (ultimo turno, lucky loser)
2. Daniel Elahi Galán (primo turno)
3. Laslo Đere (qualificato)
4. Pavel Kotov (ultimo turno, lucky loser)

1. Zhang Zhizhen (qualificato)
2. Aleksandr Ševčenko (qualificato)
3. Luca Nardi (qualificato)
4. Altuğ Çelikbilek (ultimo turno)

## Qualificati
1. Luca Nardi
2. Zhang Zhizhen

1. Laslo Đere
2. Aleksandr Ševčenko

### Lucky loser
1. Pavel Kotov

1. David Goffin

## Tabellone

### Sezione 1
|  | Primo turno | Primo turno     | Primo turno     | Primo turno | Primo turno |  |  | Ultimo turno | Ultimo turno | Ultimo turno | Ultimo turno | Ultimo turno |  |
|  |             |                 |                 |             |             |  |  |              |              |              |              |              |  |
|  | 1           | David Goffin    | David Goffin    | 6           | 6           |  |  |              |              |              |              |              |  |
|  |             | Denis Jevsejev  | Denis Jevsejev  | 1           | 4           |  |  | 1            | David Goffin | 6            | 63           | 62           |  |
|  | WC          | Hamad Međedović | Hamad Međedović | 1           | 3           |  |  | 7            | Luca Nardi   | 3            | 7            | 7            |  |
|  | 7           | Luca Nardi      | Luca Nardi      | 6           | 6           |  |  |              |              |              |              |              |  |

### Sezione 2
|  | Primo turno | Primo turno          | Primo turno | Primo turno | Primo turno |  |  | Ultimo turno | Ultimo turno         | Ultimo turno         | Ultimo turno | Ultimo turno |  |
|  |             |                      |             |             |             |  |  |              |                      |                      |              |              |  |
|  | 2           | Daniel Elahi Galán   | 7           | 6(0)        | 2           |  |  |              |                      |                      |              |              |  |
|  | WC          | Oleksandr Nedovjesov | 5           | 7           | 6           |  |  | WC           | Oleksandr Nedovjesov | Oleksandr Nedovjesov | 65           | 3            |  |
|  |             | Cem İlkel            | 7           | 2           | 1           |  |  | 5            | Zhang Zhizhen        | Zhang Zhizhen        | 7            | 6            |  |
|  | 5           | Zhang Zhizhen        | 68          | 6           | 6           |  |  |              |                      |                      |              |              |  |

### Sezione 3
|  | Primo turno | Primo turno      | Primo turno      | Primo turno | Primo turno |  |  | Ultimo turno | Ultimo turno     | Ultimo turno     | Ultimo turno | Ultimo turno |  |
|  |             |                  |                  |             |             |  |  |              |                  |                  |              |              |  |
|  | 3           | Laslo Đere       | Laslo Đere       | 6           | 6           |  |  |              |                  |                  |              |              |  |
|  |             | Denis Istomin    | Denis Istomin    | 1           | 4           |  |  | 3            | Laslo Đere       | Laslo Đere       | 6            | 6            |  |
|  |             | Grigorij Lomakin | Grigorij Lomakin | 3           | 3           |  |  | 8            | Altuğ Çelikbilek | Altuğ Çelikbilek | 3            | 4            |  |
|  | 8           | Altuğ Çelikbilek | Altuğ Çelikbilek | 6           | 6           |  |  |              |                  |                  |              |              |  |

### Sezione 4
|  | Primo turno | Primo turno        | Primo turno        | Primo turno | Primo turno |  |  | Ultimo turno | Ultimo turno       | Ultimo turno       | Ultimo turno | Ultimo turno |  |
|  |             |                    |                    |             |             |  |  |              |                    |                    |              |              |  |
|  | 4           | Pavel Kotov        | Pavel Kotov        | 6           | 6           |  |  |              |                    |                    |              |              |  |
|  | WC          | Arslanbek Aitkulov | Arslanbek Aitkulov | 0           | 0           |  |  | 4            | Pavel Kotov        | Pavel Kotov        | 611          | 3            |  |
|  | Alt         | Jan Bondarevskij   | Jan Bondarevskij   | 0           | 0           |  |  | 6            | Aleksandr Ševčenko | Aleksandr Ševčenko | 7            | 6            |  |
|  | 6           | Aleksandr Ševčenko | Aleksandr Ševčenko | 6           | 6           |  |  |              |                    |                    |              |              |  |